# Mel Verez

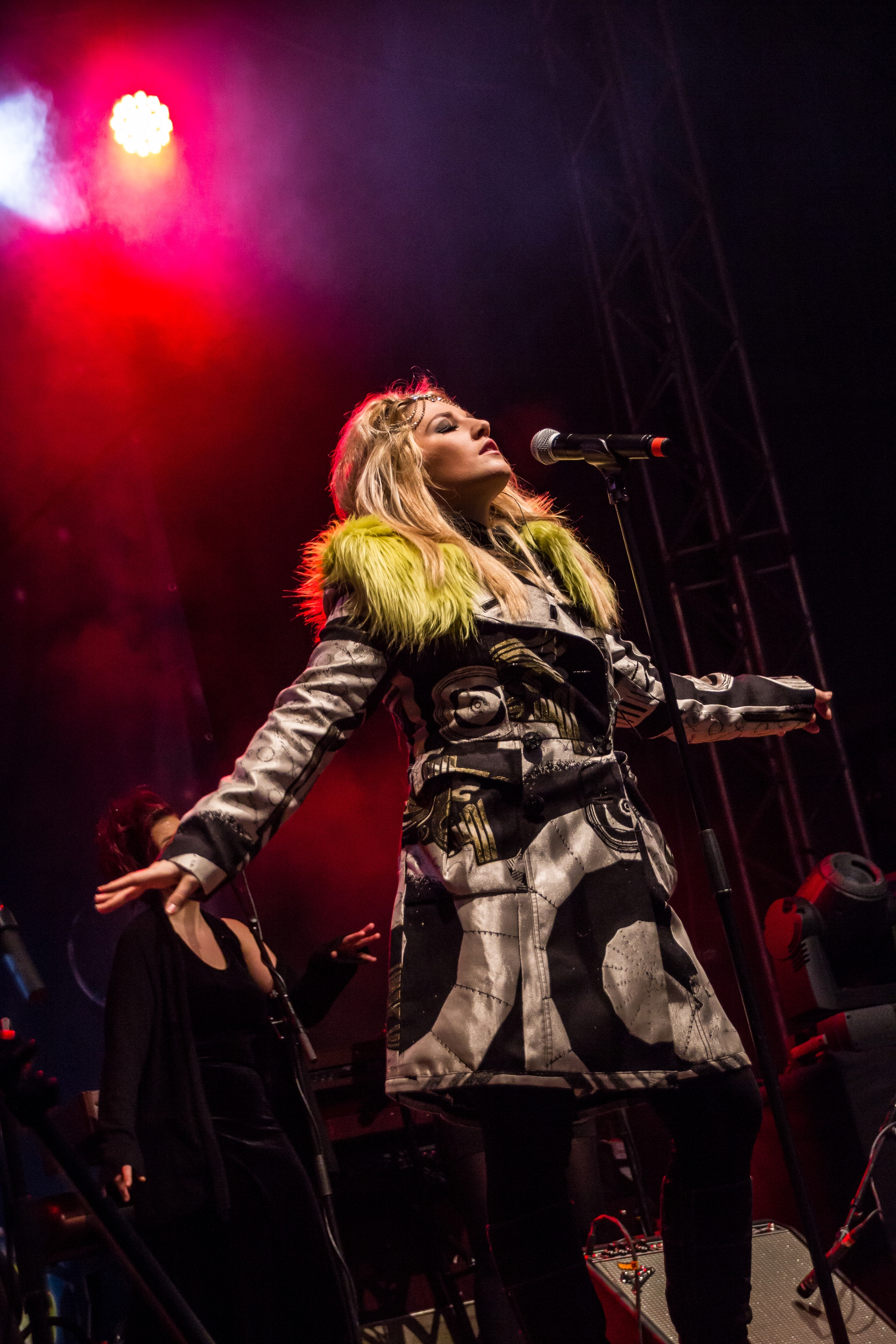
Mel Verez live am Silvesterpfad 2013

Mel Verez (* 3. Januar 1990 in Wien) ist eine österreichische Sängerin und Songwriterin.

## Leben
Ihren Weg zur Musik fand Verez mit zwölf Jahren, als sie ihren ersten Song (damals noch auf Deutsch) schrieb.
Ihre klassische, musikalische Ausbildung an einem Musikgymnasium in Wien ermöglichte ihr es, weiterhin zahlreiche Kompositionen zu schreiben. Mittlerweile stammen über 150 Songs aus ihrer eigenen Feder.
Seit ihrem 17. Lebensjahr steht die Musikerin auf der Bühne und trat bei Events wie dem Life Ball oder der Ö3 Zeitreise auf. Im Jahr 2012 nahm sie an der zweiten Staffel von The Voice of Germany teil, in den Blind Auditions wurde sie von The BossHoss ins Team geholt, in der folgenden Battle Round schied sie jedoch wieder aus.
Gemeinsam mit Saxofonisten und Maler Alex Borek gründete sie im Jahr 2009 ihre erste Funk & Soul Formation Gordopac. Es folgten die Funk & Soul Sessions im Luftbad und Ost Klub in Wien rund um den New Yorker Bassisten Kris Jefferson und den Soulsänger Big John aus Oklahoma. Dort lernten sie ihre zukünftigen Musiker kennen und traten regelmäßig als Session Opener auf. Im selben Jahr begann Verez ihr Jazzgesangsstudium, das sie im Jahr 2013 erfolgreich absolvierte.
Im Jahr 2010 kam das Debütalbum The Way I Do It heraus und zwei Jahre später wurde die EP mit dem Titel Stronger Than Before veröffentlicht. Im Jahr 2013 erfolgte die Veröffentlichung der Single Head Under Water, die regelmäßig auf Radio Wien zu hören war.
Für das im November 2015 erschienene Album Chemical Reaction startete sie mit ihrer Band eine sogenannte Crowdfundingkampagne auf Startnext, die die Fans der Band motiviert hat, einen Teil der Albumproduktionskosten zu finanzieren.
Neben Auftritten in Österreich, Deutschland, Schweiz, Ungarn und England gelang es der Österreicherin im Jahr 2014 auch, ihre Musik in einer kleineren Formation in Chengdu (China) zu präsentieren.
April 2016 ist die Sängerin mit ihrem neuen Soloprojekt Mel Verez, u. a. mit Clara Blume, Schmieds Puls, Bluatschink und weiteren Acts für den Amadeus Unplugged Award nominiert, der im Jazz-Club Porgy & Bess verliehen wird.

## Diskografie
- 2010: The Way I Do It (Album)
- 2012: Stronger Than Before (EP)
- 2013: Head Under Water (Single)
- 2015: Get Down (Single)
- 2015: Chemical Reaction (Album)
- 2016: You Can Always Go Back (Single)
- 2017: I Can Handle This (Single)
- 2018: As Long As You're There feat. AC Boulton (Single)
- 2019: I AM (Single)
- 2019: You've Got That Something (Single)
- 2020: Bag of Gold (Single)